# Campeonato Italiano de Futebol - Série A (1992–93)
O Campeonato Italiano de Futebol de 1992–93, denominada oficialmente de Serie A 1992-1993, foi a 91.ª edição da principal divisão do futebol italiano e a 61.ª edição da Serie A. O campeão foi o Milan que conquistou seu 13.º título na história do Campeonato Italiano. O artilheiro foi Giuseppe Signori, do Lazio, com 26 gols.

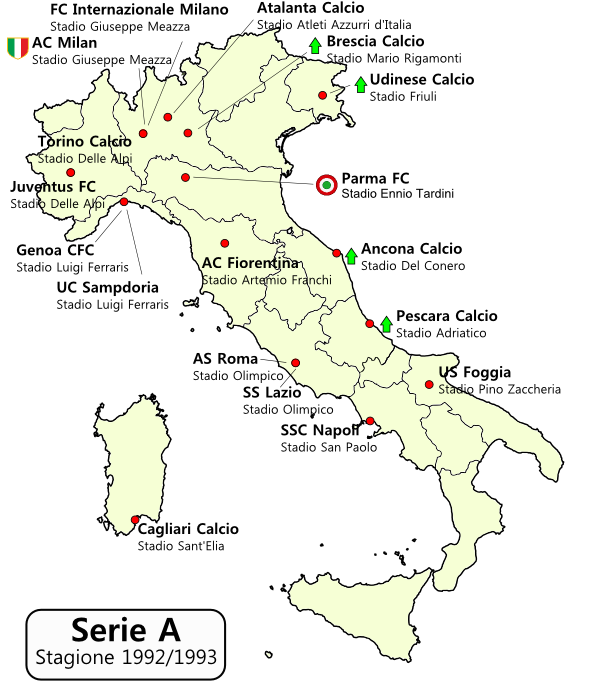
Distribuição das equipes da Serie A 1992–93

## Classificação
| Pos. | Equipes        | Pts   | J  | V  | E  | D  | GP | GC | SG  | Classificação ou rebaixamento                         |
| ---- | -------------- | ----- | -- | -- | -- | -- | -- | -- | --- | ----------------------------------------------------- |
| 1    | Milan          | 50    | 34 | 18 | 14 | 2  | 65 | 32 | 33  | Primeira fase da Liga dos Campeões da UEFA de 1993–94 |
| 2    | Internazionale | 46    | 34 | 17 | 12 | 5  | 59 | 36 | 23  | Primeira fase da Copa da UEFA de 1993–94              |
| 3    | Parma[a]       | 41    | 34 | 16 | 9  | 9  | 47 | 34 | 13  | Taça dos Clubes Vencedores de Taças de 1993–94        |
| 4    | Juventus       | 39    | 34 | 15 | 9  | 10 | 59 | 47 | 12  | Primeira fase da Copa da UEFA de 1993–94              |
| 5    | Lazio          | 38    | 34 | 13 | 12 | 9  | 65 | 51 | 14  | Primeira fase da Copa da UEFA de 1993–94              |
| 6    | Cagliari       | 37    | 34 | 14 | 9  | 11 | 45 | 33 | 12  | Primeira fase da Copa da UEFA de 1993–94              |
| 7    | Sampdoria      | 36    | 34 | 12 | 12 | 10 | 50 | 48 | 2   |                                                       |
| 8    | Atalanta       | 36    | 34 | 14 | 8  | 12 | 42 | 44 | −2  |                                                       |
| 9    | Torino         | 35    | 34 | 9  | 17 | 8  | 38 | 38 | 0   | Taça dos Clubes Vencedores de Taças de 1993–94        |
| 10   | Roma           | 33    | 34 | 8  | 17 | 9  | 42 | 39 | 3   |                                                       |
| 11   | Napoli         | 32    | 34 | 10 | 12 | 12 | 49 | 50 | −1  |                                                       |
| 12   | Foggia         | 32    | 34 | 10 | 12 | 12 | 39 | 55 | −16 |                                                       |
| 13   | Genoa          | 31    | 34 | 7  | 17 | 10 | 41 | 55 | −14 |                                                       |
| 14   | Udinese        | 30    | 34 | 10 | 10 | 14 | 42 | 48 | −6  | Desempate do rebaixamento                             |
| 15   | Brescia[b]     | 30    | 34 | 9  | 12 | 13 | 36 | 44 | −8  | Serie B após o desempate                              |
| 16   | Fiorentina     | 30[c] | 34 | 8  | 14 | 12 | 53 | 56 | −3  | Zona de rebaixamento à Serie B de 1993–94             |
| 17   | Ancona         | 19    | 34 | 6  | 7  | 21 | 39 | 73 | −34 | Zona de rebaixamento à Serie B de 1993–94             |
| 18   | Pescara        | 17    | 34 | 6  | 5  | 23 | 47 | 75 | −28 | Zona de rebaixamento à Serie B de 1993–94             |

- a. ^ O Parma se classificou para a Taça dos Clubes Vencedores de Taças de 1993–94 como atual campeão.
- b. ^ O Brescia perdeu no desempate do rebaixamento por 1–3 contra a Udinese em 12 de junho de 1993 e depois foi rebaixado para a Serie B de 1993–94.
- c. ^ A Fiorentina rebaixada por pontos no confronto direto (Brescia 5; Udinese 4; Fiorentina 3).

## Desempate do rebaixamento
| 12 de junho de 1993 | Udinese                                 | 3 – 1 | Brescia    | Renato Dall'Ara, Bolonha     |
|                     | Balbo 14' · Orlando 59' · Dell'Anno 88' |       | Domini 28' | Árbitro: ITA Graziano Cesari |

Brescia rebaixado para a Serie B.

## Premiação
| Serie A de 1992–93          |
| Lombardia                   |
| --------------------------- |
| MILAN Campeão (13.º título) |

## Artilheiros
| Pos. | Jogador           | Equipe         | Gols |
| ---- | ----------------- | -------------- | ---- |
| 1    | Giuseppe Signori  | Lazio          | 26   |
| 2    | Roberto Baggio    | Juventus       | 21   |
| 2    | Abel Balbo        | Udinese        | 21   |
| 4    | Rubén Sosa        | Internazionale | 20   |
| 5    | Gabriel Batistuta | Fiorentina     | 16   |
| 5    | Daniel Fonseca    | Napoli         | 16   |
| 7    | Roberto Mancini   | Sampdoria      | 15   |
| 8    | Maurizio Ganz     | Atalanta       | 14   |
| 9    | Jean-Pierre Papin | Milan          | 13   |
| 9    | Florin Răducioiu  | Brescia        | 13   |
| 9    | Marco van Basten  | Milan          | 13   |